# Neoproclitus cylindricus
Neoproclitus cylindricus là một loài tò vò trong họ Ichneumonidae.